# Тезис Чёрча — Тьюринга — Дойча
Тезис Чёрча — Тьюринга — Дойча (CTD-принцип — по аббревиатуре от Church, Turing, Deutsch; также сильный тезис Чёрча — Тьюринга) — более строгая в физическом смысле формулировка эвристического вычислительного тезиса Чёрча — Тьюринга, предложенная Дэвидом Дойчем в 1985 году.
Согласно тезису, универсальное компьютерное устройство способно моделировать любой конечный физический процесс; при этом аппарат классической физики, существенным образом использующий понятия непрерывности и континуума, не позволяет моделировать все физические процессы машиной Тьюринга, которая оперирует лишь с вычислимыми объектами. Дойч предположил, что квантовые компьютеры смогут превозмочь ограничения данного принципа, если алгебраические законы квантовой физики смогут стать теоретической базой, описывающей любые физические процессы, и описал квантовую машину Тьюринга — достаточно простую абстрактную машину, моделирующую квантовые алгоритмы, и сформулировал расширенный вариант тезиса Чёрча — Тьюринга.
Вопрос о внутреннем содержании тезиса и возможности сверхтьюринговых вычислений — предмет исследований цифровой физики.